# Гунько Степан Романович
Степа́н Рома́нович Гу́нько (9 січня 1994, м. Броди, Львівська область — 26 серпня 2014, м. Луганськ) — солдат Збройних сил України. Учасник війни на сході України.

## Життєпис
Народився 1994 року в місті Броди (Львівська область). 2009 року закінчив 9 класів бродівської ЗОШ № 2, 2012-го — Бродівський педагогічний коледж імені Маркіяна Шашкевича, відділення фізичного виховання. Був капітаном баскетбольної команди. Мріяв продовжити навчання за кордоном, 2013 року пішов служити за контрактом, щоб заробити гроші на навчання. Обрав десантні війська, бо захоплювався десантниками.
У часі війни — гранатометник 80 ОАеМБр. З квітня 2014 року перебував в зоні боїв.
26 серпня 2014 року загинув під час обстрілу проросійськими силами Луганського аеропорту з БМ-21 «Град».
Без Степана лишились батьки та брат.
Похований в місті Броди 30 вересня 2014 року.

## Нагороди та вшанування
За особисту мужність і героїзм, виявлені у захисті державного суверенітету та територіальної цілісності України, вірність військовій присязі під час російсько-української війни, відзначений — нагороджений:
- орденом «За мужність» III ступеня (посмертно);
- нагрудним знаком «За оборону Луганського аеропорту» (посмертно);
- 27 листопада 2014 р. відбулося відкриття та освячення пам'ятної таблиці Степанові Гунько, встановленої на фасаді Бродівського педагогічного коледжу ім. М. Шашкевича[1].
- Його портрет розміщений на меморіалі «Стіна пам'яті полеглих за Україну» у Києві: секція 3, ряд 2, місце 24
- Вшановується 26 серпня на щоденному ранковому церемоніалі вшанування українських захисників, які загинули цього дня у різні роки внаслідок російської збройної агресії[2]
- в Бродах проводиться турнір з баскетболу пам'яті Степана Гунька[3]